# Рібаш
Рібаш (порт. Ribas; МФА: [ˈʁi.bɐʃ]) — парафія в Португалії, у муніципалітеті Селоріку-де-Башту. Розташована в північно-західній частині країни, на теренах історичної португальської провінції Дору-Міню. Входить до складу округу Брага. За адміністративним поділом, чинним до 1976 року, терени парафії були складовою провінції Міню. Належить до Бразької архідіоцезії Католицької церкви. Патрон — Ісус Христос. Площа — 8,2779 км². Населення — 1068 ос. (2011). Слабо урбанізований регіон. Густота населення — 129,02 осіб/км²
. Код — 030518.

## Населення
| Кількість мешканців | Кількість мешканців | Кількість мешканців | Кількість мешканців | Кількість мешканців | Кількість мешканців | Кількість мешканців | Кількість мешканців | Кількість мешканців | Кількість мешканців | Кількість мешканців | Кількість мешканців | Кількість мешканців | Кількість мешканців | Кількість мешканців |
| ------------------- | ------------------- | ------------------- | ------------------- | ------------------- | ------------------- | ------------------- | ------------------- | ------------------- | ------------------- | ------------------- | ------------------- | ------------------- | ------------------- | ------------------- |
| 1864                | 1878                | 1890                | 1900                | 1911                | 1920                | 1930                | 1940                | 1950                | 1960                | 1970                | 1981                | 1991                | 2001                | 2011                |
| 973                 | 1 039               | 1 067               | 1 061               | 1 201               | 1 133               | 1 208               | 1 246               | 1 306               | 1 306               | 1 322               | 1 350               | 1 299               | 1 229               | 1 068               |